# OkayAfrica
OkayAfrica (écrit quelquefois okayafrica ou Okay Africa) est une plateforme médiatique numérique consacrée à la culture, à la musique, à l’art de vivre et à la politique africaine, fondée en 2011 par Vanessa Wruble et Ginny Suss, en tant que site jumeau d'Okayplayer.

## Objectifs de la création et contenu
Dans une interview accordée à One Magazine, Ginny Suss, cofondatrice et longtemps  vice-présidente d'OkayAfrica (de 2011 à 2017), a déclaré que l’idée initiale était de créer un site web qui fasse office de plaque tournante pour les créations musicales, les créations culturelles, l’art de vivre et les réflexions politiques sur le continent africain. Selon l’autre cofondatrice, Vanessa Wruble, ce site veut «changer la façon de raconter l'Afrique». Il aborde aussi des thèmes tels que la perception de l’Afrique dans les médias américains, ou encore la BD africaine. Dans une interview accordée au Black Enterprise Magazine, l'ancien PDG d'OkayAfrica, Abiola Oke, met en avant la popularité du site comme un signe que le divertissement africain et la culture musicale traversent un âge d'or en ligne.
En 2017, OkayAfrica a également créé une plateforme spécifique pour une sélection annuelle établie par ses journalistes de 100 femmes africaines de premier plan, 100women.okayafrica.com. La liste est publiée chaque année depuis lors. Cette liste est organisée en dix catégories : STIM, médias, musique, littérature, télévision et cinéma, sport et bien-être, style et beauté, affaires et économie, politique et militantisme, arts.

## Accueil
Fondé en 2011, le site est devenu une référence, notamment auprès de la diaspora africaine, sur la musique et la culture africaines modernes,.
Ce site a reçu des éloges de la part d'artistes et d'intellectuels africains. La sociologue nigériane Oreoluwa Somolu, par exemple, note que l'un des principaux arguments du site est qu'il est fait par des Africains pour des Africains. Elle estime qu'OkayAfrica permet ainsi aux Africains d'exercer un contrôle sur leurs propres récits dans les médias grand public. L'auteur congolais Alain Mabanckou écrit que des plateformes comme OkayAfrica lui semblent importantes parce qu'elles favorisent l'accessibilité à l'information et contribuent au dialogue culturel, politique et social.